# Stan wojenny na Ukrainie (2022)
Stan wojenny na Ukrainie (od 2022) – stan wojenny wprowadzony na terytorium całego państwa ukazem prezydenta Ukrainy Wołodymyra Zełenskiego z 24 lutego 2022 w związku z agresją wojskową ze strony Federacji Rosyjskiej, na okres 30 dni, a następnie  przedłużany.  
Ten stan nadzwyczajny został wprowadzony ukazem Prezydenta Ukrainy podjętym na wniosek Rady Bezpieczeństwa Narodowego i Obrony Ukrainy na podstawie art. 106 pkt 20 konstytucji Ukrainy. Do jego wejścia w życie wymagane było, zgodnie z art. 85 pkt 31 konstytucji Ukrainy, jego zatwierdzenie przez Radę Najwyższą Ukrainy. Ustawa w tym zakresie została przyjęta tego samego dnia. Za jej uchwaleniem było 300 deputowanych z 310 głosujących. 
Okres obowiązywania stanu wojennego był później 14 razy wydłużany ukazami Prezydenta Ukrainy; każdorazowo zmiany zatwierdzane były ustawami Rady Najwyższej Ukrainy.   
Szczegółowy zakres działania organów władzy publicznej, dowództwa wojskowego, administracji wojskowej, samorządu terytorialnego, przedsiębiorstw, a także zakres gwarancji praw człowieka i wolności obywatelskich w trakcie trwania stanu wojennego określa odrębna ustawa o prawnym reżimie stanu wojennego.  

## Wpływ stanu wojennego na kadencje organów władzy
W związku z wprowadzeniem stanu wojennego, na mocy samej konstytucji Ukrainy, kadencja Rady Najwyższej Ukrainy uległa przedłużeniu do dnia pierwszego posiedzenia pierwszej sesji Rady Najwyższej Ukrainy wybranej po zniesieniu stanu wojennego (art. 83 konstytucji Ukrainy). 
Na podstawie wyżej wymienionej ustawy o prawnym reżimie stanu wojennego, niedozwolone jest przeprowadzanie wyborów Prezydenta Ukrainy, a także wyborów do Rady Najwyższej Ukrainy, Rady Najwyższej Autonomicznej Republiki Krymu i organów samorządu lokalnego (art. 19 ustawy). Ta sama ustawa stanowi, że w przypadku upływu kadencji Prezydenta Ukrainy w czasie trwania stanu wojennego, jego pełnomocnictwa ulegają przedłużeniu do czasu objęcia urzędu przez nowo wybranego Prezydenta Ukrainy, wybranego po zniesieniu stanu wojennego (art. 11 ust. 3 ustawy). 